# هتان النخلي
رائد عبد الله غزواني هو لاعب كرة قدم سعودي يلعب حالياً في نادي الخالدي.

## مسيرة اللاعب
لعب في نادي الأنصار في الفئات السنية و نادي العلا ونادي خيبر ونادي الخالدي.